# Iguatu (tiểu vùng)
Iguatu là một tiểu vùng thuộc bang Ceará, Brasil. Tiều vùng này có diện tích 4763 km², dân số năm 2007 là 209819 người.